# Turan Dashoguz
Maillots
Le Turan Dashoguz est un club turkmène de football basé à Daşoguz, dans le nord du pays. Son stade de résidence est le Sport Toplumy Stadium ouvert en 2010 et qui peut accueillir 10000 personnes.

## Palmarès
- Coupe du Turkménistan (1)
  - Vainqueur : 1995
  - Finaliste : 1994

## Noms successifs
- Avant 1994 : Zarya-MALS Dashoguz
- 1994-2009 : Turan Dashoguz
- 2010-2015 : FC Dashoguz
- Depuis 2016 : Turan Dashoguz